# Norman (Oklahoma)
Pour les articles homonymes, voir Norman.

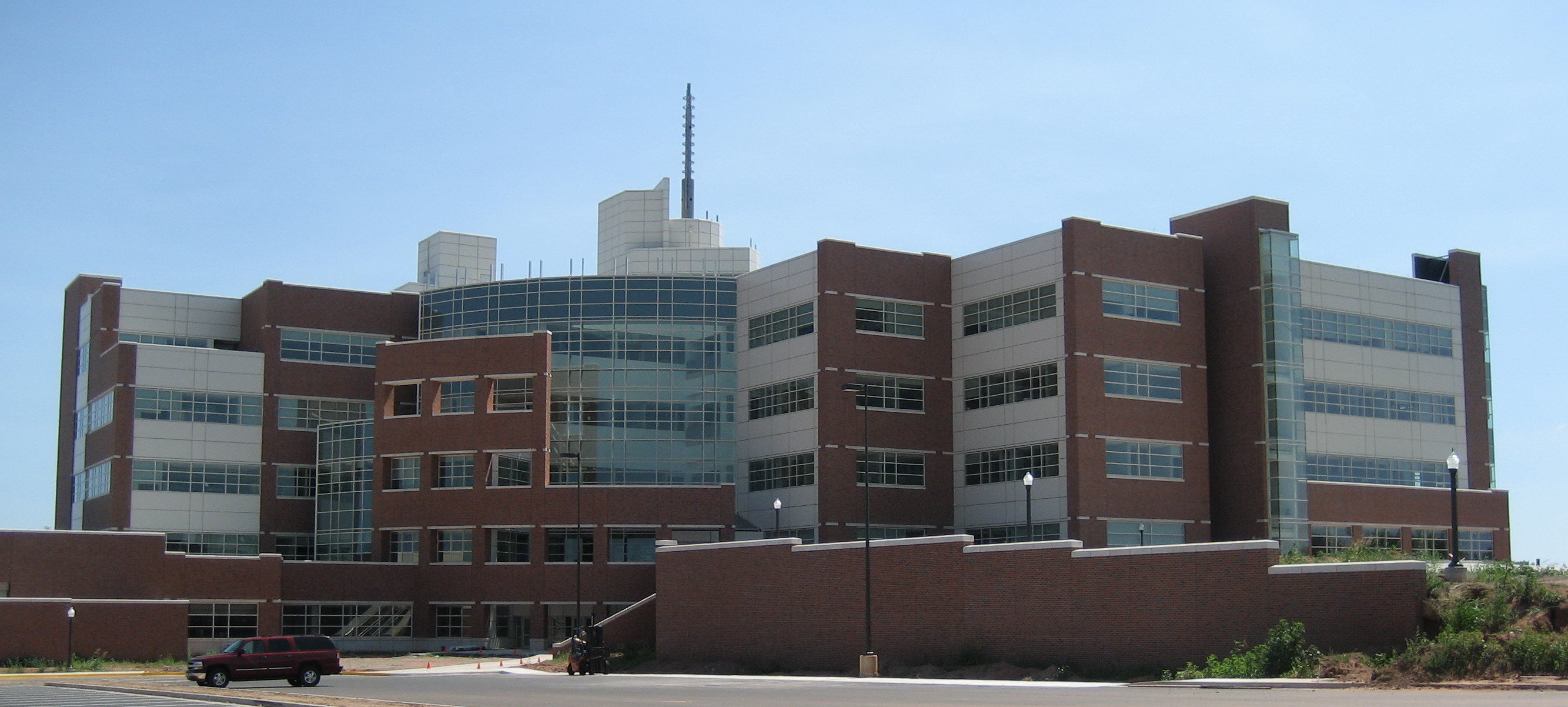
Le Centre national de météorologie de Norman sur les terrains de l'université d'Oklahoma

Norman (en anglais [ˈnɔrmən]) est une ville des États-Unis, siège du comté de Cleveland, dans l'Oklahoma. Selon le recensement de 2010, la population de la ville est de 110 925 habitants, ce qui en fait la troisième ville la plus peuplée de l’État après Oklahoma City et Tulsa. 

## Histoire
La ville de Norman a été fondée en 1889 par le responsable des Territoires indiens, Albert Rennie, au cœur du grand État de l'Oklahoma. Norman est une ville tournée vers l'université qui y siège, l'université d'Oklahoma.

## Géographie
Norman est située dans le sud de l'État de l'Oklahoma, sur les rives de la rivière Canadian, à quelques kilomètres à l'ouest du lac Thunderbird.
La région du comté de Cleveland où se situe Norman est caractérisée par de petites collines à l'est et par de grandes plaines herbeuses et des forêts à l'ouest typiques des États du Midwest américain.

## Vie intellectuelle
Le principal campus de l'université d'Oklahoma se trouve à Norman. Le Centre national de météorologie de Norman, sur les terrains de l'université d'Oklahoma, a été ouvert en 2006. Il regroupe, depuis septembre de la même année, le Storm Prediction Center, le bureau du National Weather Service, le National Severe Storms Laboratory, le département de météorologie de l'université et d'autres organisations en météorologie de l'État de l'Oklahoma. Le Storm Prediction Center (SPC) est le centre d'émission des veilles d'orages violents à travers tous les États-Unis d'Amérique alors que le National Severe Storms Laboratory (NSSL) étudie les orages violents et que le bureau du National Weather Service est le centre régional de prévision météorologique pour l'Oklahoma.

## Personnalités liées à la ville
- Carol Brice, contralto américaine, est morte à Norman.
- Le terroriste français Zacarias Moussaoui suit des cours de pilotage à Norman en 2001.
- James Garner un des acteurs principaux du film «la grande évasion” et réalisateur.

## Jumelages
- Clermont-Ferrand (France)
- Colima (Mexique)
- Seika (Japon)

## Source
- (en) Cet article est partiellement ou en totalité issu de l’article de Wikipédia en anglais intitulé « Norman, Oklahoma » (voir la liste des auteurs).

1. ↑  (en) Steve Corfidi, « A Brief History of the Storm Prediction Center », National Oceanic and Atmospheric Administration (consulté le 22 mars 2008)